# イネッサ・ガランテ

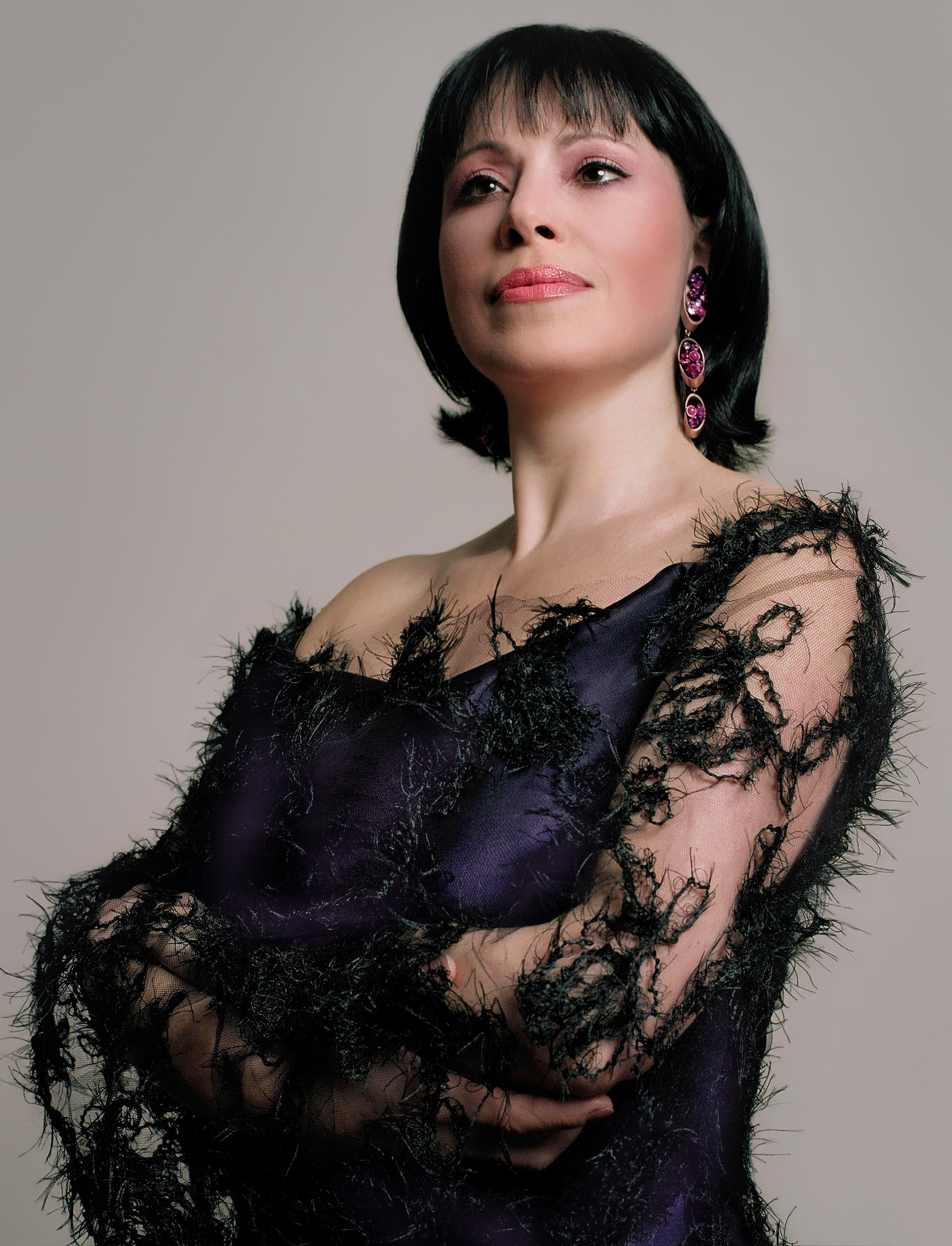

イネッサ・ガランテ（Inessa Galante、出生時はInese Galante、1954年3月12日 - ）は、ラトビアのソプラノ歌手。
リガ生まれ。1977年にリガの音楽学校で学んだ。東欧や旧ソ連のオペラハウスを中心に活動していたが、近年は西側の国々でも活躍するようになった。レパートリーはヴィオレッタ（『椿姫』）、『ルチア』のタイトルロール、パミーナ（『魔笛』）や、宗教音楽や歌曲など。オーストリアのCAMPIONレーベルで歌曲やアリアなどのCDを出している。